# Amédée de Gouvello
Pour les autres membres de la famille, voir Famille de Gouvello.
Amédée-Charles-Donatien de Gouvello, marquis de Keriaval, né le 22 février 1821 au château du Plessis près Vendôme et mort le 25 août 1907 au château de Kerlevénan, à Sarzeau, est un diplomate et homme politique français.

## Biographie

### Famille
Amédée de Gouvello de Keriaval est le fils de Pierre-Armand Jean Vincent Hippolyte de Gouvello de Keriaval, qui fait construire le château de Kerlevénan, et de Thérèse Le Ray de Chaumont (fille de James Donatien Le Ray de Chaumont et petite-fille de Jacques-Donatien Le Ray de Chaumont). Il épouse en 1853 Octavie de Grouchy (1832-1907), fille du comte Alphonse de Grouchy, sénateur, et d'Eulalie Sauret, et petite-fille du maréchal Emmanuel de Grouchy et d'Étienne Sauret. Ils eurent :
- Gaston (1854), jésuite.
- Paul (1855), officier d'infanterie, marié à Anne-Marie de Tailfumyr de Saint Maixent, puis à Mathilde de Mengin-Fondragon.
- Jeanne (1856), mariée en 1878 au général Henri d'Aboville.
- Alix (1857), mariée en 1885 à Henri Artur de La Villarmois.

### Carrière
Amédée de Gouvello entra dans la diplomatie comme attaché d'ambassade à Vienne, et donna sa démission à la révolution de 1848. Grand propriétaire en Loir-et-Cher, il y fonda deux orphelinats agricoles, créa dans le Morbihan l'école rurale de Kerhars, devint conseiller général de Loir-et-Cher, présida le comice agricole de Vendôme, et, après la guerre de 1870, fut l'un des promoteurs et des organisateurs de l'œuvre des petits Alsaciens-Lorrains, réfugiés en France.
Le 2 juillet 1871, élu représentant du Morbihan à l'Assemblée nationale, il prit place à l'extrême-droite, se fit inscrire à la réunion des Réservoirs, puis à celle, plus radicale, des Chevau-Légers, signa l'adresse au pape des députés partisans du Syllabus, et vota contre l'amendement Barthe, contre le retour à Paris, pour l'ordre du jour Ernoul, pour la démission de Thiers, pour la prorogation des pouvoirs du Maréchal, pour la loi des maires, contre le ministère de Broglie, contre la dissolution, contre l'amendement Wallon, contre les lois constitutionnelles.
Placé sur la liste des gauches au moment du compromis conclus avec la droite pour l'élection des sénateurs inamovibles le 9 décembre 1875, il déclara, le lendemain, à la Chambre, qu'il avait été inscrit sans son consentement, et qu'il protestait contre cette inscription. Il se retira de la vie politique après la législature.

## Œuvres
- Les Colonies agricoles pour les enfants assistés (1862)
- La dépopulation des campagnes, les asiles ruraux et les orphelinats agricoles (1869)
- Vues sur la réorganisation de la France (1871)